# Société philomathique de Bordeaux
La Société philomathique de Bordeaux est une école de formation aux métiers d'art et d'artisanat, créée en 1808, à l'initiative d'Isaac Rodrigues (1754-1822) brodeur. Reconnue d'utilité publique depuis 1859 par décret impérial, l'association est animée par la transmission du savoir et des connaissances au plus grand nombre. 
Depuis plus de 200 ans, la Société Philomathique de Bordeaux (appelée couramment "Philomathique de Bordeaux") forme des dizaines de milliers  de femmes et d’hommes désireux d'acquérir un compétence. Engagée dès l'origine dans une démarche de progrès et d'innovation, elle lance, dès 1866, les cours gratuits pour les femmes. 
Elle poursuit aujourd'hui sa mission de formation en accompagnant chaque année plus de 800 personnes dans les domaines des métiers du bois, de la mode, de l'ameublement et de l'art. La Philomathique est la première école professionnelle de Bordeaux. Elle se caractérise par la qualité de ses formations, certifiées Qualiopi (100% de réussite aux examens depuis 2020).
Le terme philomathique vient des mots grecs « philo » qui signifie ami et « mathique » qui fait référence au savoir et à la connaissance. 

## Histoire de la société

### Les origines

#### Le «Musée de Bordeaux»
La création de la Société remonte officiellement au 5 août 1808 sous le nom officiel de Société Philomathique du Museum pour l'instruction publique. Il faut en réalité rechercher ses origines dès la fin du XVIIIe siècle,  vers 1783, dans l'histoire du Musée de Bordeaux et du grand mouvement encyclopédique qui précéde la Révolution française. 
Bordeaux, ville de goût, parmi les plus riches du royaume, est dotée d'une Académie. Elle s'inspire des Lumières et souhaite se doter d'une société permettant d'acquérir des connaissances en arts, lettres et sciences.

En 1783, l'abbé Dupont des Jumeaux a l'idée de créer sur le modèle parisien une société, qu'il nomme Musée de Bordeaux. 

« Je formai, dit-il, le projet de réunir dans la capitale de la Guyenne, tous les avantages du Musée de M. de Gebelin qui n'était qu'une société littéraire ; tous ceux du Musée de P. Pilatre où l'on donne des cours de différentes sciences et de langues ; ceux du salon de M. de la Blancherie où l'on expose des morceaux de peinture, sculpture, gravure, dessin, des modèles d'architecture navale, etc., et où l'on fait de la musique ; ceux des clubs qui doivent être un lieu de réunion et un moyen de communication pour les savants, les littérateurs, les artistes, les amateurs et les étrangers, et où l'on peut trouver toutes les feuilles périodiques, les mémoires des Académiciens et d'autres ouvrages à consulter ; enfin les avantages de la Société Philanthropique vouée uniquement à la bienfaisance, »

C'est sur cette ambition que le Musée crée des cours publics, non gratuits : cours de mathématiques, de physique expérimentale, d'astronomie, d'architecture, de langues grecques, hébraïque, latine, française, italienne et anglaise, ainsi qu'un cours de géométrie public et gratuit en faveur des artisans et ouvriers de toutes les classes et un cours professionnel d'architecture navale. Ces deux derniers cours donnent par la suite à la Société philomathique l'idée de l'enseignement technique, gratuit, en faveur de la classe ouvrière. 
L’intendant Nicolas Dupré de Saint-Maur obtient en 1783 l’autorisation de créer le Musée de Bordeaux. Selon ses propres paroles, cette société doit contribuer «  à éveiller, dans une grande ville, le goût des sciences et des lettres, à exciter l’émulation des artistes. » Les premiers membres de cette assemblée sont, avec l’abbé Dupont des Jumeaux (1755-1823) et Dupré de Saint-Maur, l’abbé Sicard, les avocats Gensonné,  Vergniaud, Saige, Dominique Garat (1735-1799) , l’ingénieur Brémontier. De nombreux membres du Musée appartiennent à des loges maçonniques bordelaises. 

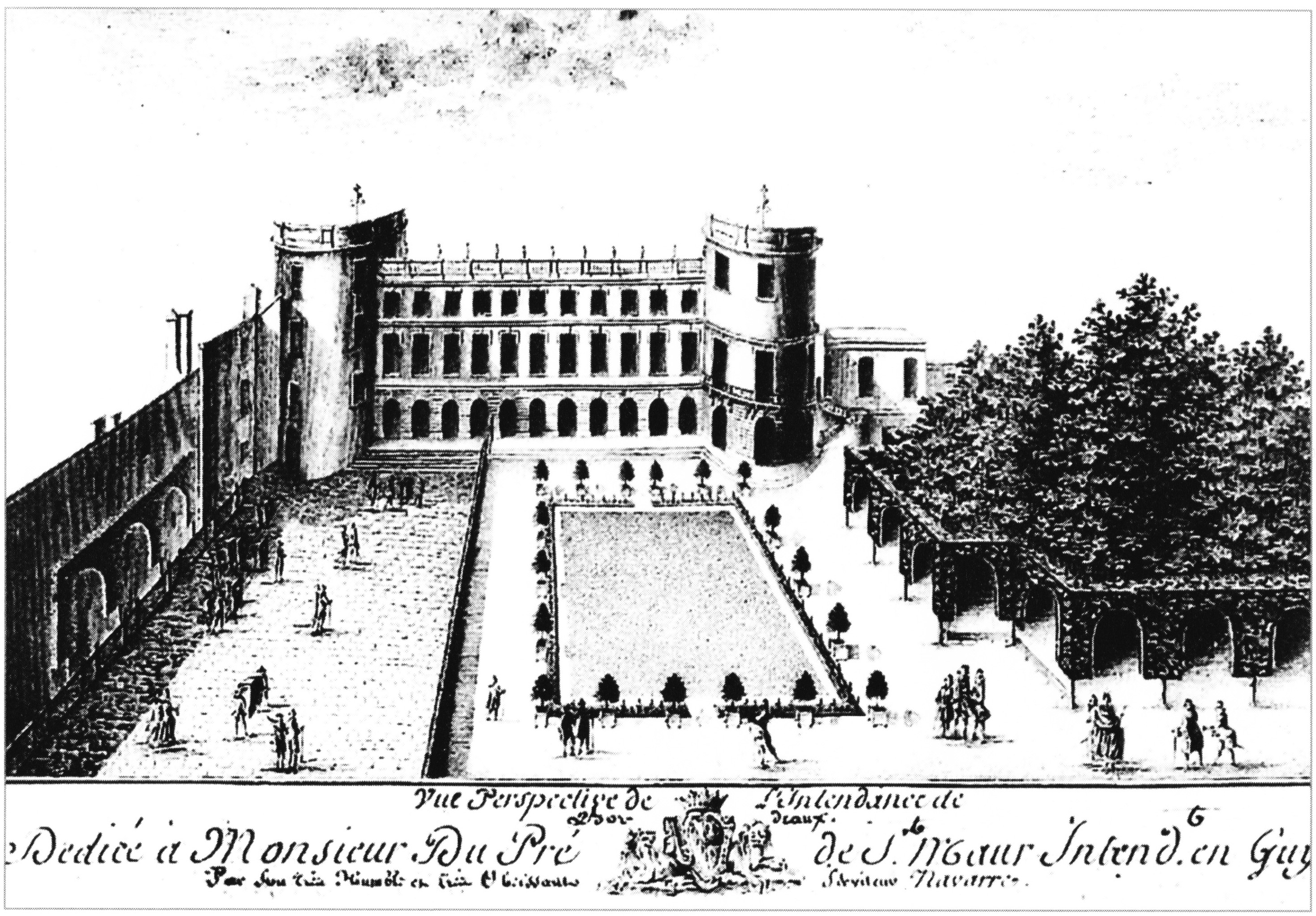
Vue perspective de l'Hôtel de l'Intendance de Bordeaux, gravure du XVIIIe siècle.

Le musée siège dans une des salles de l'Intendance, la Salle des concerts, utilisée après l'incendie de la salle de spectacle de l'hôtel de ville en 1755 et mise à disposition du Musée de Bordeaux à partir de 1783 par l'intendant Dupré de Saint-Maur .
Le Musée de Bordeaux disparaît en 1796 avec les tensions de la Révolution, mais ses idées survivent jusqu'en 1808 avec la création de la société philomathique de Bordeaux.

#### Le «Museum»
De 1800 à 1807 Isaac Rodrigues, commerçant en broderies pour dames, collectionneur d'objets d'histoire naturelle, s'associe à Jean Goethals, fabricant de toile de Flandre, collectionneur de peinture, sculptures, gravures et objets d'art ancien, afin de créer le Museum d'instruction publique de Bordeaux pour présenter leurs collections, donner des conférences, des concerts, des cours publics. Ils font construire par souscription un bâtiment au 28 rue Mably à Bordeaux. La bâtiment, où sont disposées les collections, abrite une bibliothèque. A partir de 1802, est publié un Bulletin polymathique.  
En 1806, les deux hommes, en désaccord, se séparent. Goethals, qui acquiert le local de la rue Mably, y installe le Museum d'histoire naturelle, des arts et d'instruction publique de Bordeaux, renommé en 1810 jusqu'à sa disparition en 1819 : L'Athénée. Rodrigues, qui s'installe au 42 allées de Tourny à Bordeaux, garde le Bulletin Polymathique et crée un Museum d'instruction publique qui ferme en 1822, à son décès. 

#### La Société Philomathique du Museum
En août 1808, Rodrigues s'inspirant de l'ancien Musée de Bordeaux de 1783 crée la Société Philomathique du Museum. Cette création est guidée par les idées du siècle des Lumières, fortement présentes au sein de la capitale girondine. La Société Philomathique réunit alors des hommes influents provenant des cercles socio-économiques, scientifiques et artistiques. 
Comme son nom l'indique (« philo » signifiant ami et « mathique » le savoir et la connaissance), les Philomathes sont donc les amis des sciences, des lettres et des arts. Au XIXe siècle la société est créée dans le but de répandre l'enseignement auprès des adultes, de diffuser les résultats et les innovations dans l'art, l'artisanat et l'industrie, ainsi que de pratiquer et exposer les nouvelles techniques de production. La Société philomathique de Bordeaux est précurseur dans les formations innovantes et dans l'organisation de grandes expositions internationales sur la place des Quinconces. Elle a à son actif diverses initiatives comme la Foire internationale de Bordeaux, l'École Supérieure de Commerce de Bordeaux, la formation des apprentis et des adultes et la publication de diverses revues. Elle est aujourd'hui l'une des plus anciennes sociétés savantes de bordeaux.

### Histoire de la Philomathique
Dès son origine, la société œuvre pour l'intérêt général de la ville et de ses habitants en devenant un véritable centre vivant. Ses principaux membres et dirigeants étaient des personnes issues des classes politiques et économiques de la ville comme des maires, des députés, des chefs d'entreprises, des avocats et des juges, ainsi que des membres de la Chambre et du Tribunal de Commerce. La société organisait des concours littéraires et des concerts grâce à son importante section philharmonique ; elle patronnait les cours publics du Museum, et publiait des articles dans le Bulletin Polymathique ainsi que les comptes rendus de ses fêtes et de ses réunions.
On trouvait au Museum une galerie d'exposition « dans laquelle étaient rassemblées des collections nombreuses et variées d'objets d'histoire naturelle, des tableaux, etc., un cabinet de lecture où l'on trouvait quatorze journaux politiques, littéraires et scientifiques, des cartes géographiques, les nouveautés qui s'imprimaient à Bordeaux, une bibliothèque avec un cabinet d'étude, un salon dans lequel on pouvait à toute heure jouir des agréments de la conversation d'une compagnie choisie », une salle d'assemblée pour la Société Philomathique, sa section philharmonique et pour les cours qui se tenaient au Museum. En 1809, la société offrait des cours d’électricité, de galvanisme, d'anglais, d'italien, d'histoire littéraire et ornithologie. En 1811, on trouvait le premier cours de sténographie.
En 1821, à la suite de la mort de Rodrigues, l'immeuble et les collections du Museum sont mis en vente et la Société se retrouve sans abri. Après quelques années d’errance, la société s'installe en 1825 dans le local du Waux-hall, fossés de l'Intendance. En 1831, la société rencontre des difficultés financières et est menacée de dissolution. Ses travaux sont suspendus et une commission de liquidation est mise en place afin de régler sa faillite. Elle reprend ses activités le 1er août 1833, et pour pallier ce genre de situation, rend son nombre d'adhérents illimité. En 1838, elle déménage rue du Palais-Gallien et dans la salle du Casino de la rue Rolland, puis en 1839, dans la maison Pagès, au coin de la place de la Comédie, des allées de Tourny et de la rue Mautrec.
Tout au long de ces années, la société réalise et s'implique dans un grand nombre de projets tournés vers l'innovation et la révolution industrielle. En 1809, création d'un modèle réduit d'une machine aidant les bateaux à remonter le courant et naviguer ; en 1810, organisation d'actions en faveur du vaccin antivariolique de Jenner ; en 1822, création de fermes expérimentales ; 1824, introduction du coton dans le midi de la France ; 1827, premières expositions ; 1828, introduction de l'élevage du ver à soie ; 1839, cours gratuit de dévidage de la soie. En 1827, la société organise sa première exposition des produits de l'industrie, qui deviendra un événement phare et récurrent. Entre 1822 et 1856, elle s'attelle également à l'organisation de nombreux cours gratuits pour adultes. Ses activités extérieures s'orientent donc dans deux directions principales : les expositions et l’œuvre d'instruction pour les adultes.
À partir de 1840, sous les directives du ministre Guizot, la société crée une section d'archéologie pour la recherche et l'étude des monuments historiques de la région. Elle prendra son indépendance en 1873 en tant que Société archéologique de Bordeaux. C'est donc autour de la Société philomathique et surtout grâce à elle que des sociétés spécialisées vont se constituer, comme la Société des Amis des Arts, le Cercle Philharmonique et la Société Sainte-Cécile, ce qui rend caduque l'organisation d'expositions de tableaux ou d'auditions musicales par la Société philomathique. La Société doit se réorienter, se recentrer. À travers ses salons, conférences et publications, elle vulgarise les inventions nouvelles et les avantages que Bordeaux et les Bordelais pourraient en tirer. Elle va donc s'associer et promouvoir les initiatives qui permettraient le développement de l'industrie et du commerce, un enrichissement matériel, moral ou intellectuel pour la ville de Bordeaux. Les fondateurs déclaraient ainsi son objet : « Tout ce qui peut contribuer au progrès des connaissances utiles et agréables est l'objet de la Société philomathique. Son but est d’exciter l’émulation, d'animer l'industrie et de réunir les talents.»
C'est sous l'essor économique du Second Empire (1852-1870) que la société va compléter ses activités en reprenant la publication d'une revue.
La société philomathique est aussi un cercle mondain et organise des Salons. Dans ce cercle elle offre tout type de ressources comme des journaux, des publications ou bibliothèque, mais aussi des salons de jeux et des salles de billard. La société devient alors l’un des lieux les plus fréquentés et les plus agréables de Bordeaux. Ces cercles seront en activité jusqu’au début de la guerre en 1939.

#### 1859 Le legs Fieffé
En 1857, l'un des membres de la société, Charles Jean Pierre Louis Fieffé Montgey de Lièvreville décède. Il fait de la ville de Bordeaux la principale légataire de sa grande fortune, avec pour condition de créer des écoles et autres institutions en liens avec le savoir. La Société Philomathique de Bordeaux demande alors qu'une partie de ce Legs lui soit consacrée afin de construire un établissement d'utilité publique qui abriterait une école industrielle d'arts et métiers au cœur des quartiers habités par les classes ouvrières.
Après l'accord de la mairie, la première pierre de l'école professionnelle fut posée rue Saint-Sernin le 20 juin 1869. Le bâtiment est un témoin historique, exemple des constructions scolaires du XIXe siècle  avant l’ère Jules Ferry.

## Ses actions
Plus qu’un lieu d’enseignement, la société Philomathique est aussi un lieu de rencontre. Dès le XXe siècle, elle permet de créer un lien entre les professeurs et les élèves. De nombreux événements sont organisés tout au long de l’année pour rassembler les membres. Par exemple la visite annuelle des cours par les autorités civiles et militaires à la rentrée ou encore l’exposition annuelle des travaux des élèves dans les galeries de la terrasse du jardin public.
La société organisait aussi des rallyes pendant lesquels de nombreux commerçants aux alentours offraient des lots. La distribution des récompenses marquait la fin de l’année. Depuis 1840 ces prix récompensent ceux qui se sont distingués par leur dévouement, leurs longs services et leur conduite irréprochable. Par la suite cet événement s’est transformé en banquet et la remise des prix s’effectuait au grand théâtre.

## Expositions
Vers 1820, la société a l'idée d'exposer des produits de l'industrie locale. Un certain Leupold, membre du comité d'administration comprend l'intérêt de telles expositions : premièrement pour relancer l'innovation de l'industrie bordelaise et girondine qui connaît des difficultés à l'époque, deuxièmement pour les avantages matériels, sociaux et moraux que la région pouvait tirer d'événement de ce genre. L'assemblée générale de la société écrit en douze articles le principe d'une exposition publique annuelle des produits de l'industrie à Bordeaux, destinée à mettre en lumière l'invention, le perfectionnement et l'utilité.
Ainsi il fut rédigé un rapport sur les perfectionnements successifs de l'industrie à Bordeaux et sur les moyens d'en accélérer les progrès.
|  |

|  |

Les premières idées d'expositions industrielles par la société germent dès 1820. Mais elles n'aboutirent qu'en 1827, avec la première exposition des produits de l'industrie locale. Dès le début on pensa l'exposition comme la vitrine des productions manufacturières girondines (excluant les productions agricoles). Le résultat financier de la première exposition n'est pas connu depuis la parution de la revue du centenaire de la société. Cependant, ce premier essai fut réussi, les exposants, industriels et artistes vinrent nombreux. Très vite, pour ne pas trop se restreindre et compromettre le succès de l'exposition, on admit des dérogations en accord avec la Société des Amis et Arts pour admettre dans l'exposition des productions artistiques. Progressivement elles se sont ouvertes aux produits industriels du Sud-Ouest (1847), aux produits et aux œuvres d'art étrangers (1850), puis à l'agriculture (1854). En 1865, elle devient internationale avec la participation de l'Espagne et du Portugal. 
C'étaient les prémices d'une exposition internationale à l'initiative de Bordeaux qui, de ce fait, prenait de l'avance sur la capitale qui s'y était montrée hostile. L'exposition ne va cesser de croître à travers les années. En 1844, dans le modeste local de Waux-Hall, on comptait 189 exposants industriels. En 1895, sur une surface de 10 042 m2 place Quinconces, on comptait 10 054 exposants, dont 3 000 autour du vin, 2 128 000 visiteurs, 500 000 francs de bénéfice, 20 congrès internationaux et 5 817 récompenses. L'Exposition de Bordeaux de 1895 a connu un tel succès qu'elle est aujourd'hui classée parmi les expositions universelles officielles. 
En 1908, devait avoir lieu la XIVe édition de l'exposition en l'honneur du centenaire de la Société, mais elle ne fut pas réalisée puisqu'en 1907, la société participe à l'organisation de l'Exposition maritime internationale organisée par la Ligue Maritime pour célébrer le centenaire de la vapeur. La ville de Bordeaux est choisie pour célébrer cet événement car c'est là que le premier bateau à vapeur français nommé La Garonne fut construit. La société joua un rôle majeur dans l'organisation de l’événement, puisqu'au même titre que la Ligue Maritime, la Société possède un pavillon à l'entrée des Quinconces. 
C'est la Société Philomathique qui eut l'idée de créer des Congrès internationaux de l'enseignement technique commercial et industriel, dont le premier eut lieu en septembre 1886 à Bordeaux. Par la suite plusieurs furent tenus à Paris lors des expositions universelles de 1889 et de 1900, et à Bordeaux en 1895 lors de la XIIIe Exposition de la Philomathique

### Cadre, durée, périodicité des expositions
Si on regarde les treize expositions bordelaises, 1827, 1828, 1835, 1839, 1841, 1844, 1847, 1850, 1854, 1859, 1882, 1895, on s'aperçoit que seules les deux premières années furent consécutives. En effet des expositions à répétition risquaient d'être trop similaires. On décida par la suite de laisser le temps aux ressources industrielles d'innover. Au départ les expositions duraient un mois, mais en 1859 on triple la durée d'exposition, elle se prolonge de mai-juin à octobre-novembre. 
Si au départ le nombre d'exposants est restreint, par la suite il ne va cesser de croître avec l'évolution et le succès des expositions. L'exposition de 1844 ne recense que 189 exposants industriels. En 1849 on compte 301 exposants dont 215 industriels. Ce nombre s'élève successivement à 600, en 1854, à 1350 en 1859, à 2058 en 1865, à près de 5 000 en 1882, et culmine à 10 054 exposants en 1895, dont 3 000 pour la catégorie vinicole.
C'est lors de la IXe exposition philomathique de 1854 que l'on fait payer l'entrée de l'exposition. Le but de la société philomathique en organisant ces expositions était d'être utile. L'idée d'en tirer des bénéfices n'est jamais entrée dans ses calculs, les recettes de ces expositions étant mises à profit pour couvrir les différents frais relatifs à l'organisation d'un tel événement. 
Outre la présentation d'objets et de produits innovants, les expositions de la société philomathique tentent également de soulever les grands enjeux liés aux préoccupations économiques et commerciale de leur siècle. Dans un premier temps on évoque les profits pour l'industrie liés à la collaboration de l'art et de la science. Vers le milieu du siècle, on évoque les différents liens entre le capitalisme et le travail. Dans la période du Second Empire, on s'intéresse aux échanges internationaux, indispensables à la bonne santé du commerce bordelais. Sous la Troisième République on prend plus en compte les sujets relatifs aux œuvres d'instruction, d'assistance, de solidarité. D'ailleurs les philomathes ont sans cesse voulu améliorer la condition des classes laborieuses et maintenir et développer la prospérité économique bordelaise et des alentours.  

### Les étapes clés des expositions
1827, la première exposition, qui dure 40 jours, était à la fois artistique et industrielle. Elle attire environ 60 exposants.
De 1828 - 1844 les cinq expositions qui suivent présentent un caractère analogue.
1847, la septième exposition fut plus importante ; elle attire plus de 300 exposants, qui viennent de toute la France.
1850, on admet les produits étrangers et l'exposition prend un aspect international.
1854, l'exposition s'étend à toute la France et ses colonies. Elle est établie sur la place des Quinconces et attire plus de 600 exposants.
1858, l'exposition dure 3 mois et attire 1 308 exposants.
En 1859, lors de la déclaration d'utilité publique, le programme respecte mais élargit son but : « Article premier - La Société Philomathique de Bordeaux concourt aux progrès des Sciences, des Arts, de l'Industrie et de l'Instruction publique ; accorde dans ce but des récompenses et des encouragements ; fait des Expositions ; institue des cours pour l'enseignement intellectuel et moral ; publie ses propres travaux et ceux qui lui sont adressés. »
1865, le nombre d'exposants est 2 058 et l'exposition reçoit plus de 300 000 visiteurs
1882, l'exposition devient universelle pour certains produits. Le nombre d'exposants dépasse 6 000 et le nombre de visiteurs plus d'un million.
1895, l'exposition s'étend sur une surface de 10 042 m2 place des Quinconces, comprenant 10 054 exposants, dont 3 000 autour du vin, 2 128 000 visiteurs, 500 000 francs de bénéfice, 20 congrès internationaux et 5 817 récompenses. Il s'agit de l'ultime exposition, la plus célèbre, et qui dépasse de loin en termes de chiffres ses prédécesseurs.

## Publications
Au XIXe siècle, toutes les sociétés savantes avaient leurs propres revues pour diffuser et communiquer sur leurs différentes actions et initiatives.
Dès 1803, le Museum, père de la Société Philomathique, publiait une revue dite Bulletin Polymathique, sous la direction de Isaac Rodrigues et Goethals. Après la fin de leur collaboration en 1807, Rodrigues fonda la société Philomathique du Museum et continua de publier la revue jusqu'en 1822. Le bulletin se consacrait principalement à des observations météorologiques, des études statistiques et des notices archéologiques, mais abordait également les domaines de la littérature, l'étymologie et les proverbes en gascon, la médecine, la botanique, la chimie, la peinture, l'astronomie, la navigation, etc.
Il balayait un ensemble de sujets d'actualités vaste, locales comme internationales, du déchiffrement des hiéroglyphes égyptiens à la culture du coton en Gironde. Il faisait également le point sur les différentes activités entreprises par les sociétés savantes. La revue Philomathique ne choisissait ses articles que dans un but, l'extension de l'instruction dans toutes les classes de la société.
La qualité des publications et leur régularité dépend entièrement du contexte socio-politique de l'époque. Les guerres, par exemple, ont pu alimenter leur contenu (1914-1918) ou au contraire interrompre leur publication (1870-1871).
Ce sont ces revues, publiées entre 1803 et 1939, qui constituent une part importante de la culture bordelaise et aquitaine. Si les articles scientifiques sont devenus caducs, ceux consacrés à l'histoire bordelaise et girondine sont une source d'information notoire.
Pendant longtemps, seul le Bulletin Polymathique du Musée de Rodrigues rendait compte des principaux actes de la société, de ses rapports annuels, ou ses expositions. La Société ne possédait pas sa propre revue indépendante. En 1828, une première idée de revue nommée Bulletin Polymathique des Sciences, Arts et Industrie, germe mais ne voit pas le jour. Il devait être mensuel et contenir des articles de fond.
Ce n'est qu'en 1856, grâce au secrétaire général J.-B. Lescarret, qu'est publiée la première revue périodique de la Société nommée le Bulletin de la Société Philomathique de Bordeaux. On pouvait y trouver les actes et les travaux de la Société, des rapports de découvertes industrielles, scientifiques et des nouveaux procédés de fabrication, des chroniques, ou encore des conférences publiques données par la Société. Il fut publié sans interruption jusqu'en 1897.
En 1897, afin de créer une extension et une transformation dignes de l'évolution qu'avait prise la Société, on décida de publier une revue plus large et plus complète nommée Revue Philomathique de Bordeaux et du Sud-Ouest. L'objectif de la revue était « d'activer et de fortifier dans la région l'intérêt de la vie collective, de seconder les activités déjà en mouvement, les initiatives déjà prises et d'en susciter de nouvelles, de substituer l'esprit de dévouement et de solidarité au penchant exclusif à l'individualisme » et doit accueillir « tous les travaux susceptibles de l'aider dans cette œuvre de restauration régionale, c'est-à-dire tous ceux qui touchent aux intérêts de la contrée », dans les domaines économique, scientifique, agricole, industriel, commercial ou colonial. On y trouve différents articles sur le commerce et l'industrie, les arts et les sciences, l'histoire et la littérature, tous centrés sur un objectif régionaliste. Elle est créée dans un but de haute éducation.

## Enseignements
Le but de la Société Philomathique de Bordeaux est de développer l'instruction, promouvoir et valoriser des connaissances et des découvertes scientifiques, notamment par la recherche de la diffusion de leur application pratique.

### LeXIXesiècle, les premiers cours publics et gratuits
Dès 1808, des cours publics sont donnés pour des auditeurs déjà instruits et munis d’une instruction générale. Ce sont des cours de perfectionnement qui entrent dans le cadre de l’enseignement secondaire. Les cours étaient dispensés sur la physique, la mécanique, l’histoire française, la littérature, la botanique, la minéralogie, la géographie, l’astronomie et la géologie.
En 1827, la Société Philomathique organise pour la première fois des cours professionnels en faveur des chefs d’industries et des ouvriers avec un cours de mécanique appliqué aux arts. Mais ces cours ne sont gratuits que pour les membres de la société et les places sont limitées.
En 1839 le Dr Borchard (membre du comité d’administration de la société et professeur de physiologie et de psychologie) à la suite de la loi Guizot de 1833, propose à la Société Philomathique de créer un enseignement gratuit, général et professionnel, en faveur des adultes de la classe ouvrière. La société dispense d’abord seulement des cours de l’enseignement général pour les jeunes de plus de 15 ans, considérés alors comme des adultes. Les premiers cours concernaient la lecture, l’écriture, le calcul, le système légal des poids et mesure, la grammaire française, l’histoire et la géographie de la France et la comptabilité. L’enseignement est inauguré le 8 aout 1839 avec 400 élèves.
Dans les années 1850, on commence à présenter des cours avec un caractère plus professionnel : cours de dessin linéaire, cours de mécanique appliquée aux machines, coupe de pierre, coupe de bois, cours de sculpture sur bois. La société propose donc deux types de cours : les cours industriels et les cours généraux.
En 1863 et 1864, la société désireuse de s’adresser au plus grand nombre, crée des cours d’instruction générale (lecture, écriture, grammaire et arithmétique) pour les apprentis (moins de 15 ans) et exigent une autorisation parentale et un contrat d’apprentissage.
La société décide aussi en 1866 d’ouvrir des cours pour les femmes : lecture écriture, grammaire, arithmétique et comptabilité élémentaire. La Philomathique de Bordeaux est l’une des rares écoles en France à dispenser des cours professionnels gratuits à destination des femmes. Cependant, quelques contraintes demeurent : les cours doivent se dérouler exclusivement la journée et être dispensés par des professeurs mariés.
En 1869, par manque de place due à ces nouveaux cours, la Société Philomathique se fait construire l’École professionnelle à la rue Saint-Sernin. Dans les années suivantes la société ouvre de nombreux autres cours comme des cours de langues étrangères par exemple.
En 1870 des modifications constitutionnelles réorganisent l’enseignement primaire. La nécessité de cours d’instruction primaire pour les adultes perd alors de son importance. À l’inverse, on prône l’utilité de l’enseignement technique pour les ouvriers et employés du commerce. La Société Philomathique va donc supprimer ses cours d’instruction primaire et développer ses cours pratiques et techniques. De nombreux cours très variés sont créés pour permettre aux hommes comme aux femmes d’acquérir une connaissance approfondie sur toutes sortes de métiers : traitement des vins, de tonnellerie, ébénisterie, coupe pour tapissiers, cordonniers, tailleurs et lingerie, couture, broderie, mécanique, chaudronnerie et forgeage, sténographie, dactylographie, peinture, cuisine ménagère, carrosserie.

### 1874, la création de l’École Supérieure de Commerce et de l'Industrie de Bordeaux
C'est au cœur de la ville négociante et commerciale de Bordeaux, que la Société Philomathique créée en 1874, une école destinée à former des chefs de maisons de commerce et des établissements industriels. Le but de la Société Philomathique est de créer une fusion «utile et agréable» entre les futurs cadres et les apprentis girondins. L'école était dirigée par le comité d'administration de la Société Philomathique, sous le contrôle d'une commission composée de la Municipalité de Bordeaux, de la Chambre de Commerce et du Conseil général de la Gironde.
Le premier directeur était l'ingénieur Julien Manes. La nouvelle école fut un véritable succès et fut reconnu par l'Etat. Elle s'étoffa en créant plusieurs divisions: commerciales en 1890, industrielle en 1907 et des sections coloniales et d'électricité en 1902.
En 1928, l'école pris son autonomie en mettant un terme à cette tutelle, en étant désormais rattachée à la C.C.I.

### LeXXesiècle, la diversification des cours

#### Les conférences
La société organise aussi en partenariat avec d'autres associations, des séries de conférences publiques. Ces conférences se tiennent principalement en hiver et sont gratuites. Très prisées et recherchées du public, elles font intervenir des membres de la société spécialisés dans plusieurs domaines comme les lettres, les sciences, les arts ou l'industrie. La série de conférences la plus importante est celle consacrée aux grands ports dans laquelle le sociologue André Siegfried a intervenu.

#### Les cours pour adultes
À partir des années 1920, la Société Philomathique va améliorer ses cours de perfectionnement d'adultes aussi appelés cours de Promotion Sociale. Elle s'intéresse à de nouveaux métiers et couvre ainsi un large champ disciplinaire : maçonnerie, peinture décorative, plomberie, mécanique auto, coiffure... En s’adaptant, la société peut répondre aux besoins des entreprises commerciales, industrielles et de services. Ces cours intéressent aussi bien des personnes souhaitant apprendre un métier que des personnes souhaitant simplement s'instruire puisque les cours sont séparés en cours élémentaire et en cours supérieur. De plus, ils ont lieu hors des horaires de travail, le soir, le samedi et le dimanche matin pour que tout le monde puisse y venir. On y trouve toutes les classes sociales de la société dans un même cours : ouvrier, professeur, médecin... C'est cette diversité qui fait la richesse des cours proposés par la Société Philomathique. Le succès est tel que la société va ouvrir des succursales dans différents quartiers de Bordeaux (Bacalan, Gare saint-Jean, La Benauge..) mais aussi autour de Bordeaux puisque la société estime qu'il est de son devoir de propager les connaissances dans des quartiers éloignés comme Cenon, Mérignac, Pessac, Libourne ou Langon.
Ces cours ont continué de fonctionner même pendant les périodes de guerre ou d'occupation. Pendant la première moitié du XXe siècle ils connaissent un immense succès avec une moyenne de 2 600 élèves et 4 500 inscriptions par rentrée (un élève pouvant s'inscrire à plusieurs cours). Mais en 1975 la Société fait face une baisse significative de ces inscriptions descendant jusqu'à 400. Plusieurs explications peuvent l'expliquer : le départ des apprentis, de nouvelles lois sur la formation, l'évolution de la société. En conséquence une action volontariste mise en place au début des années 1990 va faire remonter les inscriptions à 600 par an.

#### Le temps des apprentis
Après la guerre, le 25 juillet 1919 est promulguée la loi Astier portant sur l’enseignement technique, industriel et commercial. Cette loi officialise l’apprentissage et rend obligatoire les cours. Elle définit l’organisation de l’enseignement technique industriel et commercial pour tous les jeunes de moins de 18 ans qui travaillaient dans ces deux domaines, fixant le CAP pour objectif. Elle pose les bases d’un enseignement professionnel unifié. La loi permet aussi un financement par l’état des établissements techniques privés. A la Société Philomathique, des cours obligatoires d’enseignement général pour apprentis vont donc se mettre en place en accord avec la loi Astier. Ils ont lieu le jeudi, car les enseignants ne travaillent pas ce jour-là. Les entreprises doivent laisser du temps à leurs apprentis pour qu’ils puissent suivre ces cours, et à l’inverse ceux-ci doivent être assidu en cours sous peine de sanctions. En plus de cela, d’autres cours optionnels professionnel d’adultes de Promotion Social vont être mis en place par la Société Philomathique. Ce sont des cours spécialisés de pratique technique qui ont lieu quant à eux le soir et le week-end. Le but final est de passer le CAP mais certain poursuivent plusieurs années pour passer le Brevet de Maitrise. La Société Philomathique est le seul établissement à Bordeaux donnant des cours pratiques en accord avec la loi Astier.

#### La formation continue
En 1974 les préoccupations de formation et d’éducation passent au second plan et la loi Astier est abrogé ce qui a pour conséquence la disparation de nombreux apprentis. Mais la Société Philomathique continue de dispenser des cours et va même en ouvrir certain en formation continue dans le domaine des assurances et de la couture. Cependant, jusqu’en 1989, l’activité de la Philomathique diminue.

## Reconnaissance
Grâce à ses expositions, la Société avait acquis une réputation nationale et internationale. En 1828, la duchesse de Berry est envoyée par le roi Charles X pour visiter l'exposition. Le 27 juillet 1859, Napoléon III reconnaît la société comme établissement d'utilité publique par décret impérial, lors de sa visite de l'exposition des produits des Arts et de l'Industrie. En 1895, lors de la 13ème exposition des produits, nationale, internationale et universelle, c'est le président de la république Felix Faure qui rend visite à la Société. On peut ainsi voir l'intérêt porté à la Société Philomathique par les pouvoirs publics.
En 1900 lors de l'exposition universelle de Paris, la société reçoit deux récompenses : grand prix pour l'enseignement spécial industriel et la médaille d'or pour la protection de l'enfance ouvrière décernée par la Société Nationale d'Encouragement au bien.

### Les meilleurs Ouvriers de France
Lucien Klotz (1876-1946), critique d’art et journaliste, crée en 1913 le projet des « Meilleurs ouvriers de France » afin de lutter contre la crise des métiers manuels de l’époque. En 1922 le ministre du commerce, Lucien Dior décide de créer une exposition annuelle de l’apprentissage au cours de laquelle sera proclamé dans chaque profession le « Premier Ouvrier de France ». Ce titre a pour but de féliciter ceux qui possèdent une parfaite maitrise de leur métier. Cette première exposition a lieu en Octobre 1824 à Paris où 200 chefs-d’œuvre de toute la France sont exposés. Depuis, tous les 3 ans, 23 expositions nationales du travail ont été organisés, d’abord à Paris, puis en province (Grenoble, Angers, Lille, Strasbourg, Lyon..). En 1935, le titre de « Meilleur Ouvrier de France » est officialisé comme diplôme du Ministère de l’éducation Nationale et en 2001 il est reconnu de niveau Bac+2. La société Philomathique a joué un rôle important dans ce concours dès ses débuts puisqu’elle a formé de nombreux ouvriers qui ont obtenu le titre. 115 participants issus de la société ont obtenu le titre entre 1924 et 2008. Et par conséquent le concours a participé aussi à la renommée de la société.

## La société aujourd’hui
L’arrivée d’un nouveau directeur en 1990, M. Bergerot, permet à la société de repartir grâce à la diversification des sources de financement et la recherche de nouveaux partenariats. Au début des années 2000, la société met en place ses premières actions européennes en collaboration avec l’agence Europe, Éducation, Formation France.
La Société Philomathique fonctionne encore aujourd’hui, car elle propose des formations pour de nombreux types de public : les particuliers, les demandeurs d’emplois et les salariés d’entreprise formés dans le cadre des contrats de professionnalisation… La société offre des formations avec des modalités d’organisation et des caractéristiques différentes : les cours peuvent être suivis à titre personnel ou dans un but professionnel, ils peuvent être diplômants ou non, pendant la journée ou le soir, en continu ou en discontinu. La société intervient aujourd'hui dans les domaines de l'art et l'artisanat : le  bois, la mode, l'ameublement et l'artistique. 
Dans une mission d’intérêt général soutenue par une vision délibérément éthique, elle poursuit aujourd’hui son rôle d’éducation accessible au plus grand nombre et elle s'efforce d'enseigner à la fois sur le volet traditionnel du « Geste d’Excellence » et  et ceux de la Modernité du « Geste Augmenté » (Intégrateur et Développeur web, concepteur 3D, Coboticien…).
En cultivant son héritage historique exceptionnel en matière de formation en l’articulant sur la modernité, la Philomathique de Bordeaux entend ainsi contribuer devenir un lieu fédérateur de culture et de connaissance ainsi qu‘un carrefour de l’innovation et du développement durable.